# Thích Trúc Thái Minh
Thích Trúc Thái Minh (sinh năm 1967) là một tu sĩ, tác giả người Việt Nam. Ông hiện là trụ trì chùa Ba Vàng, Uông Bí, Quảng Ninh.

## Tiểu sử
Thích Trúc Thái Minh có tên khai sinh là Vũ Minh Hiếu, sinh năm 1967 quê ở thôn Ngọc Quan, xã Lâm Thao, huyện Lương Tài, Bắc Ninh. Ông là người con thứ 5 trong gia đình có 7 anh chị em. Sau khi tốt nghiệp trung học phổ thông, ông thi đỗ Trường Đại học Kinh tế Quốc dân.
Là sinh viên có kết quả học tập xuất sắc của Đại học Kinh tế Quốc dân, ông được làm giảng viên của trường Đại học Kinh tế quốc dân Hà Nội trong 2 năm, sau đó ông chuyển sang công tác ở Viện Máy và Dụng Cụ Công nghiệp - IMI của Bộ Công nghiệp. Ngày 19 tháng 6 năm 1998, Vũ Minh Hiếu cùng đạo tràng bắt xe ô tô vào Đà Lạt, dưới sự chứng minh của Hòa thượng Thích Thanh Từ đã phát tâm Bồ đề tại Thiền viện Trúc Lâm Đà Lạt.

## Sự nghiệp

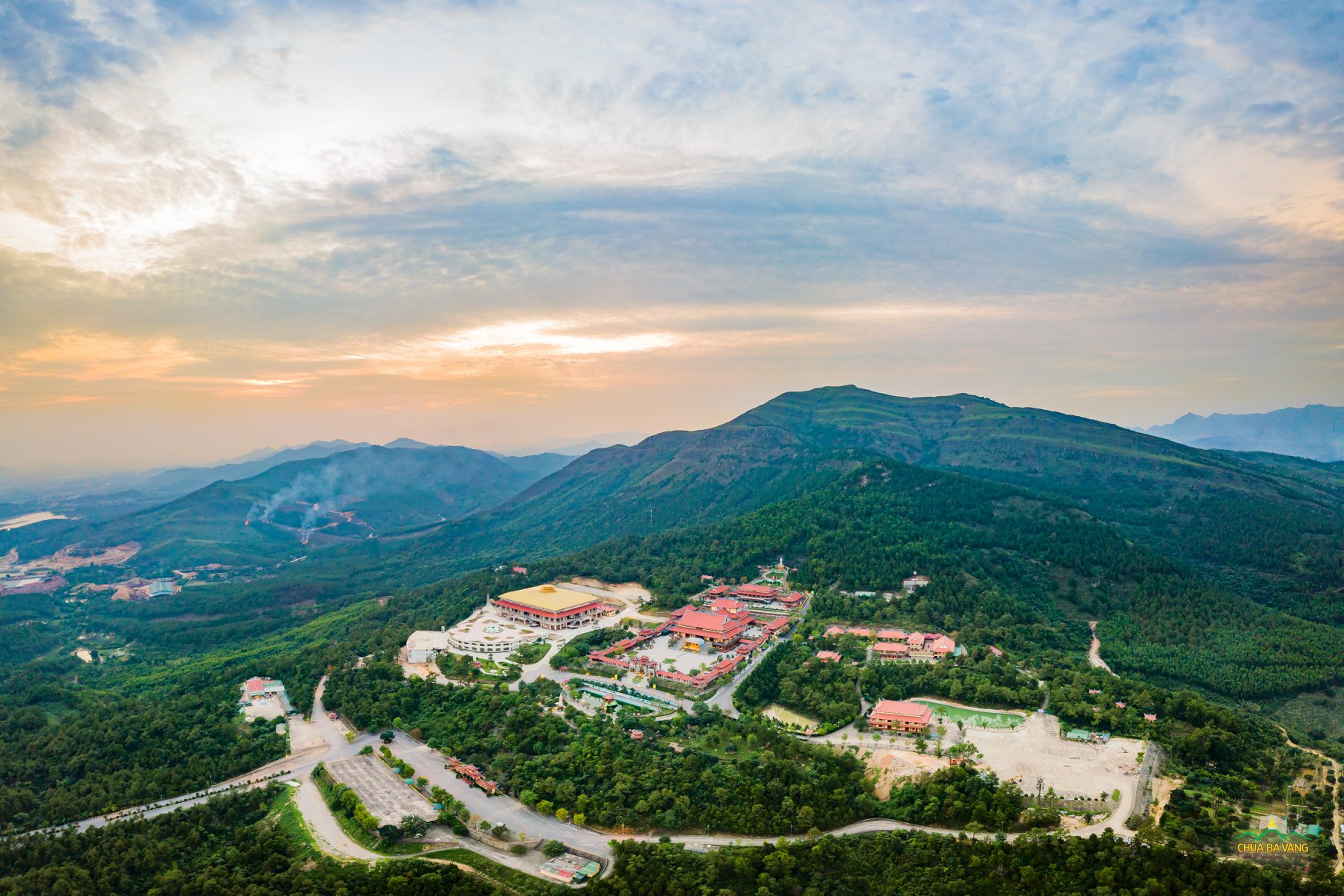
Chùa Ba Vàng, nơi Thích Trúc Thái Minh hiện giữ chức vụ trụ trì

Năm 1999, Vũ Minh Hiếu tập sự xuất gia tại chùa Diên Phúc thuộc xã Đức Thượng, huyện Hoài Đức, thành phố Hà Nội, trong vòng 2 tháng. Ngày 19 tháng 6, 1999 Vũ Minh Hiếu xuất gia với Hòa thượng Thích Thanh Từ tại Thiền Viện Trúc Lâm - Đà Lạt và được ban pháp danh Thích Trúc Thái Minh.
Năm 2001, Thích Trúc Thái Minh ra Bắc, ở tại Thiền Viện Trúc Lâm Yên Tử, làm việc tại Ban Tri Khách. Năm 2007, Thích Trúc Thái Minh được cử làm trụ trì chùa Ba Vàng. Từ năm 2007, Thích Trúc Thái Minh, cùng các đệ tử, du khách, phật tử thập phương đóng góp công sức tiến hành trùng tu Ba Vàng lần thứ tư với nguồn vốn xã hội hóa gần 500 tỷ đồng. Trong quá trình xây dựng lại, chùa Ba Vàng đã lấn chiếm hàng chục ngàn mét vuông đất rừng quốc gia tại tỉnh Quảng Ninh.
Sáng ngày 22 tháng 7 năm 2016, ông cho in 12 pho đại sách và làm lễ nhập linh lưu danh các Anh hùng Liệt sĩ tại chùa. Tại Đại hội Đại biểu Phật giáo tỉnh Quảng Bình lần thứ IV, nhiệm kỳ 2022- 2027, Đại đức Thích Trúc Thái Minh được Ban Trị sự phân công đảm trách Phó Ban Trị sự Giáo hội Phật giáo Việt Nam tỉnh Quảng Bình, kiêm Trưởng Ban Phật giáo Quốc tế.

## Bê bối
Thuyết oan gia trái chủ Thích Trúc Thái Minh khẳng định oan gia trái chủ hoàn toàn có thật và chùa Ba Vàng có lễ giải oán kết, giải oan gia trái chủ: "Vong linh đi theo báo oán, báo thù rất nhiều, tác động vào chúng ta. Chùa ta có pháp thỉnh oan gia trái chủ để giải những oán kết này. Việc thỉnh giải oan gia trái chủ chỉ có đức của Phật từ bi mới làm được. Chùa chúng ta thỉnh được vong, giải được oán kiếp là do năng lực của đại chúng". Tuy nhiên chiều 21 tháng 3, trả lời báo chí, Thích Đức Thiện, Phó Chủ tịch – Tổng Thư ký Giáo hội Phật giáo Việt Nam lại cho là: Không có việc “thỉnh vong” để hóa giải nghiệp, oan gia. Bởi cái nghiệp của mình phải tự mình phải làm việc tốt để hóa giải nghiệp cho mình. Chứ việc “thỉnh vong” là hoàn toàn không đúng. Dẫn dắt con người đi theo con đường đó là không đúng theo chính pháp. Đây là dẫn dắt con người ta vào con đường tà kiến, mê lợi.
Thích Nhật Từ, trụ trì chùa Giác Ngộ và phó trưởng Ban Hoằng pháp Trung ương Giáo hội Phật giáo Việt Nam, khẳng định phật pháp không có thuyết "thỉnh oan gia trái chủ" trong tổng số 38.000 bài kinh còn lưu lại dưới dạng văn tự trên thế giới của Đức Phật. Đức Phật có nói rõ trong Kinh, có 3 quan điểm học thuyết nguy hại cho đạo Phật. Một trong 3 quan điểm học thuyết nguy hại là định mệnh luận, thuyết cho rằng số phận con người là do nghiệp quá khứ quyết định. Thuyết này cho rằng tất cả những gì mà con người ở hiện tại đang gánh vác và chịu đựng đều có gốc rễ 100% từ quá khứ. "Nghiệp" trong quá khứ đã tạo ra số phận an bài. Đây chính là thuyết mà Đức Phật đã cực kỳ lên án vì như thế con người sẽ không nỗ lực rèn luyện đạo đức trong cuộc sống hiện tại và ở tương lai.
Tháng 3 năm 2019, chùa Ba Vàng bị lãnh đạo thành phố Uông Bí và các sở ngành tỉnh Quảng Ninh kiểm tra sau khi loạt bài điều tra đăng trên báo Lao Động đưa thông tin về việc chùa này tổ chức truyền bá "vong báo oán" và "giải nghiệp" để thu lợi hàng trăm tỉ đồng mỗi năm. Để được giải nghiệp, các cá nhân phải cúng cho chùa vài triệu đến hàng chục triệu đồng thông qua hình thức công đức. Người tuyên truyền trực tiếp là bà Phạm Thị Yến nhưng việc diễn ra tại chùa Ba Vàng do sư Thích Trúc Thái Minh trụ trì nên phải chịu trách nhiệm. Bản thân sư Thích Trúc Thái Minh cũng thừa nhận việc tuyên truyền vong báo oán là có thật. Còn việc thu bao nhiêu tiền là do yêu cầu của vong.

### Bị đình chỉ hết chức vụ
Ngày 26 tháng 03 năm 2019, tại chùa Quán Sứ, Trung ương Giáo hội Phật giáo Việt Nam đã tiến hành họp kín và ra quyết định đình chỉ tất cả mọi chức vụ trong giáo hội đối với Đại đức Thích Trúc Thái Minh đồng thời Đại đức Thích Trúc Thái Minh phải sám hối đại tăng. Hội đồng trị sự giáo hội Phật giáo Việt Nam giao việc này cho Thượng tọa Thích Thanh Quyết (Phó Chủ tịch Hội đồng trị sự giáo hội Phật giáo Việt Nam, Trưởng Ban giáo dục Phật giáo Trung ương, Trưởng ban Trị sự giáo hội Phật giáo tỉnh Quảng Ninh) làm thầy giáo giới cho Đại đức Thích Trúc Thái Minh theo luật Phật.
Ngày 12 tháng 7 năm 2019, Hội đồng trị sự Giáo hội Phật giáo Việt Nam ra nghị quyết nhất trí bãi nhiệm tất cả chức vụ của đại đức Thích Trúc Thái Minh trong Giáo hội, bao gồm: Ủy viên dự khuyết Hội đồng trị sự Giáo hội Phật giáo Việt Nam; Phó ban Thông tin truyền thông của Giáo hội Phật giáo Việt Nam; Phó ban thường trực Ban Trị sự Phật giáo tỉnh Lai Châu; Ủy viên thường trực Ban Trị sự Phật giáo tỉnh Quảng Ninh. Tuy nhiên, sư Thích Trúc Thái Minh vẫn đảm nhiệm chức vụ trụ trì chùa Ba Vàng ở Quảng Ninh.